# Penicilamin
Penicilamin (3-merkapto-D-valin) je najkarakterističniji degradacioni produkt penicilinskih antibiotika. On se koristi kao antireumatski i helacini agens za Vilsonovu bolest.

## Spoljašnje veze
|  | Molimo Vas, obratite pažnju na važno upozorenje u vezi sa temama iz oblasti medicine (zdravlja). |